# Ситник Алім Іванович
Ситник Алім Іванович (10 липня 1939, Чаплине — 23 червня 2008) — український режисер. Народний артист України. Заслужений діяч мистецтв УРСР з 1986 року. Майже 40 років займав посаду головного режисера Черкаського обласного драматичного театру.

## Життєпис
Закінчив Київський інститут театрального мистецтва (1966). У 1970 р. прийшов до Черкаського обласного драматичного театру. У Черкасах поставив 70 вистав. 10 липня 2014, о 14-00, на будинку по вул. Піонерська, 25 в Черкасах було відкрито пам'ятну дошку до 75-ї річниці від дня народження Аліма Ситника.
В.о. художнього керівника театру Сергій Проскурня сказав: «Згадую виставу, яка називалася „В графе отец — прочерк“. Так от, у графі „отец“ черкаського драмтеатру прочерку нема, тому що Алім Іванович 37 років справді був батьком, Власне, він в основному і сформував цей прекрасний акторський ансамбль, яким славиться наш театр. І це, по суті, одна зі складових театральної родини, яка осиротіла, коли він пішов».

## Вистави
- «Титарівна»
- «Навіки разом»
- «Генерал Ватутін»
- «Вишневий сад»
- «Ярослав Мудрий»
- «Гайдамаки»
- «Стіна» (сценічна розповідь про стосунки Шевченка та княгині Рєпніної).[4]
- «Князь Ярослав» І. Кочерги — остання робота.